# ارنو دوتشسن
ارنو دوتشسن هو مجدف بلجيكي، ولد في 3 مايو 1978 في لياج في بلجيكا.

## وصلات خارجية
- ارنو دوتشسن على موقع الاتحاد الدولي للتجديف (الإنجليزية)
- ارنو دوتشسن على موقع اللجنة الأولمبية الدولية (الإنجليزية)
- ارنو دوتشسن على موقع أوليمبيديا (الإنجليزية)